# 拉普狡蛛
拉普狡蛛（学名：Dolomedes raptor），又名溪跑蛛、溪狡蛛，为盗蛛科狡蛛属的动物。分布于日本、朝鲜以及中国大陆的陕西等地。该物种的模式产地在日本。